# Államok vezetőinek listája 1959-ben
Ezen az oldalon az 1959-ben fennálló államok vezetőinek névsora olvasható földrészek, majd országok szerinti bontásban.

## Európa
- Albánia (népköztársaság)
  - A kommunista párt főtitkára – Enver Hoxha (1944–1985)
  - Államfő – Haxhi Lleshi (1953–1982), lista
  - Kormányfő – Mehmet Shehu (1954–1981), lista
- Andorra (parlamentáris társhercegség)
  - Társhercegek
    - Francia társherceg – 
      1. René Coty (1954–1959)
      2. Charles de Gaulle (1959–1969), lista

    - Episzkopális társherceg – Ramon Iglesias i Navarri (1943–1969), lista
- Ausztria (szövetségi köztársaság)
  - Államfő – Adolf Schärf (1957–1965), lista
  - Kancellár – Julius Raab (1953–1961), szövetségi kancellár lista
- Belgium (parlamentáris monarchia)
  - Uralkodó – I. Baldvin király (1951–1993)
  - Kormányfő – Gaston Eyskens (1958–1961), lista
- Bulgária (népköztársaság)
  - A kommunista párt vezetője – Todor Zsivkov (1954–1989), a Bolgár Kommunista Párt főtitkára
  - Államfő – Dimitar Ganev (1958–1964), lista
  - Kormányfő – Anton Jugov (1956–1962), lista
- Csehszlovákia (népköztársaság)
  - A kommunista párt vezetője – Antonín Novotný (1953–1968), a Csehszlovák Kommunista Párt főtitkára
  - Államfő – Antonín Novotný (1957–1968), lista
  - Kormányfő – Viliam Široký (1953–1963), lista
- Dánia (parlamentáris monarchia)
  - Uralkodó – IX. Frigyes király (1947–1972)
  - Kormányfő – H. C. Hansen (1955–1960), lista
  -  Feröer
    - Kormányfő – 
      1. Kristian Djurhuus (1950–1959)
      2. Peter Mohr Dam (1959–1963), lista
- Egyesült Királyság (parlamentáris monarchia)
  - Uralkodó – II. Erzsébet Nagy-Britannia királynője (1952–2022)
  - Kormányfő – Harold Macmillan (1957–1963), lista
- Finnország (köztársaság)
  - Államfő – Urho Kekkonen (1956–1981), lista
  - Kormányfő – 
    1. Karl-August Fagerholm (1958–1959)
    2. V. J. Sukselainen (1959–1961), lista

  -  Åland – 
    - Kormányfő – Hugo Johansson (1955–1967)
- Franciaország (köztársaság)
  - Államfő – 
    1. René Coty (1954–1959)
    2. Charles de Gaulle (1959–1969), lista

  - Kormányfő – 
    1. Charles de Gaulle (1958–1959)
    2. Michel Debré (1959–1962), lista
- Görögország (monarchia)
  - Uralkodó – Pál király (1947–1964)
  - Kormányfő – Konsztantinosz Karamanlisz (1958–1961), lista
- Hollandia (parlamentáris monarchia)
  - Uralkodó – Julianna királynő (1948–1980)
  - Miniszterelnök – 
    1. Louis Beel (1958–1959)
    2. Jan de Quay (1959–1963), lista

  -  Holland Antillák (a Holland Királyság tagállama)
    - Kormányzó – Antonius B. Speekenbrink (1957–1961), lista
    - Miniszterelnök – Efraïn Jonckheer (1954–1968), lista

  -  Suriname (a Holland Királyság tagállama)
    - Főkormányzó – Jan van Tilburg (1956–1963), lista
    - Miniszterelnök – Severinus Désiré Emanuels (1958–1963), lista
- Izland (köztársaság)
  - Államfő – Ásgeir Ásgeirsson (1952–1968), lista
  - Kormányfő – 
    1. Emil Jónsson (1958–1959)
    2. Ólafur Thors (1959–1963), lista
- Írország (köztársaság)
  - Államfő – 
    1. Seán T. O'Kelly (1945–1959)
    2. Éamon de Valera (1959–1973), lista

  - Kormányfő – 
    1. Éamon de Valera (1957–1959)
    2. Seán Lemass (1959–1966), lista
- Jugoszlávia (népköztársaság)
  - A kommunista párt vezetője – Josip Broz Tito (1936–1980), a Jugoszláv Kommunista Liga Elnökségének elnöke
  - Államfő – Josip Broz Tito (1953–1980), Jugoszlávia Elnöksége elnöke, lista
  - Kormányfő – Josip Broz Tito (1943–1963), lista
- Lengyelország (népköztársaság)
  - A kommunista párt vezetője – Władysław Gomułka (1956–1970), a Lengyel Egyesült Munkáspárt KB első titkára
  - Államfő – Aleksander Zawadzki (1952–1964), lista
  - Kormányfő – Józef Cyrankiewicz (1954–1970), lista
- Liechtenstein
  - Uralkodó – II. Ferenc József herceg (1938–1989)
  - Kormányfő – Alexander Frick (1945–1962), lista
- Luxemburg (parlamentáris monarchia)
  - Uralkodó – Sarolta nagyherceg (1919–1964)[1]
  - Kormányfő – 
    1. Pierre Frieden (1958–1959)
    2. Pierre Werner (1959–1974), lista
- Magyarország (népköztársaság)
  - A kommunista párt vezetője – Kádár János (1956–1988), a Magyar Szocialista Munkáspárt első titkára
  - Államfő – Dobi István (1952–1967), az Elnöki Tanács elnöke, lista
  - Kormányfő – Münnich Ferenc (1958–1961), lista
- Monaco
  - Uralkodó – III. Rainier herceg (1949–2005)
  - Államminiszter – 
    1. Henry Soum (1953–1959)
    2. Émile Pelletier (1959–1962), lista
- NDK (Német Demokratikus Köztársaság) (népköztársaság)
  - A kommunista párt vezetője – Walter Ulbricht (1950–1971), a Német Szocialista Egységpárt főtitkára
  - Államfő – Wilhelm Pieck (1949–1960), az NDK Államtanácsának elnöke
  - Kormányfő – Otto Grotewohl (1949–1964), az NDK Minisztertanácsának elnöke
- NSZK (Német Szövetségi Köztársaság) (szövetségi köztársaság)
  - Államfő – 
    1. Theodor Heuss (1949–1959)
    2. Heinrich Lübke (1959–1969), lista

  - Kancellár – Konrad Adenauer (1949–1963), lista
- Norvégia (parlamentáris monarchia)
  - Uralkodó – V. Olaf király (1957–1991)
  - Kormányfő – Einar Gerhardsen (1955–1963), lista
- Olaszország (köztársaság)
  - Államfő – Giovanni Gronchi (1955–1962), lista
  - Kormányfő – 
    1. Amintore Fanfani (1958–1959)
    2. Antonio Segni (1959–1960), lista
- Portugália (köztársaság)
  - Államfő – Américo Tomás (1958–1974), lista
  - Kormányfő – António de Oliveira Salazar (1933–1968), lista
- Románia (népköztársaság)
  - A kommunista párt vezetője – Gheorghe Gheorghiu-Dej (1955–1965), a Román Kommunista Párt főtitkára
  - Államfő – Ion Gheorghe Maurer (1958–1961), lista
  - Kormányfő – Chivu Stoica (1955–1961), lista
- San Marino (köztársaság)
  - San Marino régenskapitányai:
    1. Domenico Forcellini és Pietro Reffi (1958–1959)
    2. Marino Benedetto Belluzzi és Agostino Biordi (1959)
    3. Giuseppe Forcellini és Ferruccio Piva (1959–1960), régenskapitányok
- Spanyolország (totalitárius állam)
  - Államfő – Francisco Franco (1936–1975)
  - Kormányfő – Francisco Franco (1938–1973), lista
- Svájc (konföderáció)
  - Szövetségi Tanács:[2]
Philipp Etter (1934–1959), Max Petitpierre (1944–1961), Paul Chaudet (1954–1966), elnök, Friedrich Traugott Wahlen (1958–1965), Jean Bourgknecht (1959–1962), Willy Spühler (1959–1970), Ludwig von Moos (1959–1971), Hans-Peter Tschüdi (1959–1973)
- Svédország (parlamentáris monarchia)
  - Uralkodó – VI. Gusztáv Adolf király (1950–1973)
  - Kormányfő – Tage Erlander (1946–1969), lista
- Szovjetunió (szövetségi népköztársaság)
  - A kommunista párt vezetője – Nyikita Hruscsov (1953–1964), a Szovjetunió Kommunista Pártjának főtitkára
  - Államfő – Kliment Vorosilov (1953–1960), lista
  - Kormányfő – Nyikita Hruscsov (1958–1964), lista
- Vatikán (abszolút monarchia)
  - Uralkodó – XXIII. János pápa (1958–1963)
  - Államtitkár – Nicola Canali bíboros (1939–1961), lista
  - Apostoli Szentszék – Domenico Tardini bíboros (1952–1961), lista

## Afrika
- Dél-afrikai Unió (monarchia)
  - Uralkodó – II. Erzsébet Dél-Afrika királynője (1952–1961)
  - Főkormányzó –
    1. Ernest George Jansen (1951–1959)
    2. Lucas Cornelius Steyn (1959–1960), lista

  - Kormányfő – Hendrik Verwoerd (1958–1966), lista
- Egyesült Arab Köztársaság (köztársaság)
  - Államfő – Gamal Abden-Nasszer (1954–1970),[3] lista
  - Kormányfő – Gamal Abden-Nasszer (1954–1962),[4] lista
- Etiópia (monarchia)
  - Uralkodó – Hailé Szelasszié császár (1930–1974)[5]
  - Miniszterelnök – Abebe Aregai (1957–1960), lista
- Ghána (monarchia)
  - Uralkodó – II. Erzsébet Nigéria királynője (1957–1960)
  - Főkormányzó – William Hare, (1957–1960)
  - Kormányfő – Kwame Nkrumah (1952–1960),[6] lista
- Guinea (köztársaság)
  - Államfő – Sékou Ahmad Touré (1958–1984), lista
- Libéria (köztársaság)
  - Államfő – William Tubman (1944–1971), lista
- Líbia (monarchia)
  - Uralkodó – I. Idrisz király (1951–1969)
  - Kormányfő – Abdul Madzsíd Kubar (1957–1960), lista
- Marokkó (alkotmányos monarchia)
  - Uralkodó – V. Mohammed király (1955–1961)
  - Kormányfő – Abdallah Ibrahim (1958–1960), lista
- Szudán (köztársaság)
  - Államfő – Ibrahim Abbúd (1958–1964), lista
  - Kormányfő – Ibrahim Abbúd (1958–1964), lista
- Tunézia (köztársaság)
  - Államfő – Habib Burgiba (1957–1987), lista

## Dél-Amerika
- Argentína (köztársaság)
  - Államfő – Arturo Frondizi (1958–1962), lista
- Bolívia (köztársaság)
  - Államfő – Hernán Siles Zuazo (1956–1960), lista
- Brazília (köztársaság)
  - Államfő – Juscelino Kubitschek (1956–1961), lista
- Chile (köztársaság)
  - Államfő – Jorge Alessandri (1958–1964), lista
- Ecuador (köztársaság)
  - Államfő – Camilo Ponce Enríquez (1956–1960), lista
- Kolumbia (köztársaság)
  - Államfő – Alberto Lleras Camargo (1958–1962), lista
- Paraguay (köztársaság)
  - Államfő – Alfredo Stroessner (1954–1989), lista
- Peru (köztársaság)
  - Államfő – Manuel Prado Ugarteche (1956–1962), lista
  - Kormányfő – 
    1. Luis Gallo Porras (1958–1959)
    2. Pedro Gerardo Beltrán Espantoso (1959–1961), lista
- Uruguay (köztársaság)
  - Államfő – 
    1. Carlos Fischer (1958–1959)
    2. Martín Echegoyen (1959–1960), lista
- Venezuela (köztársaság)
  - Államfő – 
    1. Edgar Sanabria (1958–1959)
    2. Rómulo Betancourt (1959–1964), lista

## Észak- és Közép-Amerika
- Amerikai Egyesült Államok (köztársaság)
  - Államfő – Dwight D. Eisenhower (1953–1961), lista
- Costa Rica (köztársaság)
  - Államfő – Mario Echandi Jiménez (1958–1962), lista
- Dominikai Köztársaság (köztársaság)
  - De facto országvezető – Rafael Trujillo Molina (1930–1961)
  - Államfő – Héctor Trujillo (1952–1960), lista
- Salvador (köztársaság)
  - Államfő – José María Lemus (1956–1960), lista
- Guatemala (köztársaság)
  - Államfő – Miguel Ydígoras Fuentes (1958–1963), lista
- Haiti (köztársaság)
  - Államfő – François Duvalier (1957–1971), Haiti örökös elnöke, lista
- Honduras (köztársaság)
  - Államfő – Ramón Villeda Morales (1957–1963), lista
- Kanada (parlamentáris monarchia)
  - Uralkodó – II. Erzsébet királynő, Kanada királynője, (1952–2022)
  - Főkormányzó – 
    1. Vincent Massey (1952–1959)
    2. Georges Vanier (1959–1967), lista

  - Kormányfő – John Diefenbaker (1957–1963), lista
- Kuba (népköztársaság)
- A kubai forradalom eredményeként rendszerváltásra került sor 1959. januárban, az ország neve maradt Kuba.
  - Államfő – 
    1. Fulgencio Batista (1952–1959)
    2. Anselmo Alliegro y Milá (1959), ügyvivő
    3. Carlos Modesto Piedra (1959), ideiglenes
    4. Manuel Urrutia Lleó (1959)
    5. Osvaldo Dorticós Torrado (1959–1976), lista

  - Miniszterelnök – 
    1. Gonzalo Güell (1958–1959)
    2. José Miró Cardona (1959)
    3. Fidel Castro (1959–2008), lista
- Mexikó (köztársaság)
  - Államfő – Adolfo López Mateos (1958–1964), lista
- Nicaragua (köztársaság)
  - Államfő – Luis Somoza Debayle (1956–1963), lista
- Panama (köztársaság)
  - Államfő – Ernesto de la Guardia (1956–1960), lista

## Ázsia
- Afganisztán (köztársaság)
  - Uralkodó – Mohamed Zahir király (1933–1973)
  - Kormányfő – Mohammed Daúd Khan (1953–1963), lista
- Bhután (abszolút monarchia)
  - Uralkodó – Dzsigme Dordzsi Vangcsuk király (1952–1972)
  - Kormányfő – Dzsigme Palden Dordzsi (1952–1964), lista
- Burma (köztársaság)
  - Államfő – Vin Maung (1957–1962), lista
  - Kormányfő – Ne Vin (1958–1960), lista
- Ceylon (alkotmányos monarchia)
  - Uralkodó – II. Erzsébet, Ceylon királynője (1952–1972)
  - Főkormányzó – Sir Oliver Ernest Goonetilleke (1954–1962), lista
  - Kormányfő – 
    1. Szolomon Bandáranájaka (1956–1959)
    2. Wijeyananda Dahanayake (1959–1960), lista
- Egyesült Suvadive Köztársaság (el nem ismert szakadár állam)
- 1959. január 3-án kiáltotta ki függetlenségét.
  - Államfő – Abdullah Afíf (1959–1963)
- Fülöp-szigetek (köztársaság)
  - Államfő – Carlos P. Garcia (1957–1961), lista
- India (köztársaság)
  - Államfő – Radzsendra Praszad (1950–1962), lista
  - Kormányfő – Dzsaváharlál Nehru (1947–1964), lista
- Indonézia (köztársaság)
  - Államfő – Sukarno (1945–1967), lista
  - Kormányfő – Djuanda Kartawidjaja (1957–1959), lista
  -  Indonézia Iszlám Állam (el nem ismert szakadár állam)
    - Vezető – Sekarmadji Maridjan Kartosuwirjo (1949–1962), imám
- Irak (köztársaság)
  - Államfő – Muhammad Nadzsíb ar-Rubaji(wd) (1958–1963), lista
  - Kormányfő – Abd al-Karím Kászím (1958–1963), lista
- Irán (monarchia)
  - Uralkodó – Mohammad Reza Pahlavi sah (1941–1979)
  - Kormányfő – Manuher Egbal (1957–1960), lista
- Izrael (köztársaság)
  - Államfő – Jichák Ben Cví (1952–1963), lista
  - Kormányfő – Dávid Ben-Gúrión (1955–1963), lista
- Japán (parlamentáris monarchia)
  - Uralkodó – Hirohito császár (1926–1989)
  - Kormányfő – Kisi Nobuszuke (1957–1960), lista
- Jemen (monarchia)
  - Uralkodó – Ahmed bin Jahia király (1955–1962)
- Jordánia (alkotmányos monarchia)
  - Uralkodó – Huszejn király (1952–1999)
  - Kormányfő – 
    1. Szamir al-Rifai (1958–1959)
    2. Hadzzá al-Madzsali (1959–1960), lista
- Kambodzsa (monarchia)
  - Uralkodó – Norodom Szuramarit herceg (1955–1960), lista
  - Kormányfő – Norodom Szihanuk herceg (1958–1960), lista
- Kína (népköztársaság)
  - A kommunista párt főtitkára – Mao Ce-tung (1935–1976), főtitkár
  - Államfő – 
    1. Mao Ce-tung (1949–1959)
    2. Liu Sao-csi (1959–1968), lista

  - Kormányfő – Csou En-laj (1949–1976), lista
- Dél-Korea (köztársaság)
  - Államfő – Li Szin Man (1948–1960), lista
- Észak-Korea (népköztársaság)
  - A kommunista párt főtitkára – Kim Ir Szen (1948–1994), főtitkár, országvezető
  - Államfő – Coj Jen Gen (1957–1972), Észak-Korea elnöke
  - Kormányfő – Kim Ir Szen (1948–1972), lista
- Laosz (monarchia)
  - Uralkodó – 
    1. Sziszavangvong király (1946–1959)[7]
    2. Szavangvatthana király (1959–1975)

  - Kormányfő –
    1. Phoui Szananikone (1958–1959)
    2. Szounthone Pathammavong (1959–1960), lista
- Libanon (köztársaság)
  - Államfő – Fuad Csehab (1958–1964), lista
  - Kormányfő – Rasíd Karami (1958–1960), lista
- Malaja (parlamentáris monarchia)
  - Uralkodó – Tuanku Abdul Rahman szultán (1957–1960)
  - Kormányfő – Tunku Abdul Rahman (1955–1970),[8] lista
- Maszkat és Omán (abszolút monarchia)
  - Uralkodó – III. Szaid szultán (1932–1970)
- Mongólia (népköztársaság)
  - A kommunista párt vezetője – Jumdzságin Cedenbál (1958–1984), Mongol Forradalmi Néppárt Központi Bizottságának főtitkára
  - Államfő – Dzsamszrangín Szambú (1954–1972), Mongólia Nagy Népi Hurálja Elnöksége elnöke, lista
  - Kormányfő – Jumdzságin Cedenbál (1952–1974), lista
- Nepál (alkotmányos monarchia)
  - Uralkodó – Mahendra király (1955–1972)
  - Kormányfő – 
    1. Szubarna Samser Rana (1958–1959)
    2. Bisvesvar Praszad Koirala (1959–1960), lista
- Pakisztán (köztársaság)
  - Államfő – Ayub Khan (1958–1969), lista
- Szaúd-Arábia (abszolút monarchia)
  - Uralkodó – Szaúd király (1953–1964)
  - Kormányfő – Fejszál koronaherceg (1954–1960)
- Tajvan (köztársaság)
  - Államfő – Csang Kaj-sek (1950–1975), lista
  - Kormányfő – Csen Cseng (1958–1963), lista
- Thaiföld (parlamentáris monarchia)
  - Uralkodó – Bhumibol Aduljadezs király (1946–2016)
  - Kormányfő – Szárit Thanarat (1958–1963), lista
- Törökország (köztársaság)
  - Államfő – Celal Bayar (1950–1960), lista
  - Kormányfő – Adnan Menderes (1950–1960), lista
- Dél-Vietnám
  - Államfő – Ngô Đình Diệm (1955–1963), lista
- Észak-Vietnam
  - A kommunista párt főtitkára – Ho Si Minh (1956–1960), főtitkár
  - Államfő – Ho Si Minh (1945–1969), lista
  - Kormányfő – Phạm Văn Đồng (1955–1987),[9] lista

## Óceánia
- Ausztrália (parlamentáris monarchia)
  - Uralkodó – II. Erzsébet királynő, Ausztrália királynője, (1952–2022)
  - Főkormányzó – Sir William Slim (1953–1960), lista
  - Kormányfő – Sir Robert Menzies (1949–1966), lista
- Új-Zéland (parlamentáris monarchia)
  - Uralkodó – II. Erzsébet királynő, Új-Zéland királynője (1952–2022)
  - Főkormányzó – Charles Lyttelton (1957–1962), lista
  - Kormányfő – Walter Nash (1957–1960), lista